# 克魯赫利亞基夫卡
49°31′44″N 37°43′2″E / 49.52889°N 37.71722°E

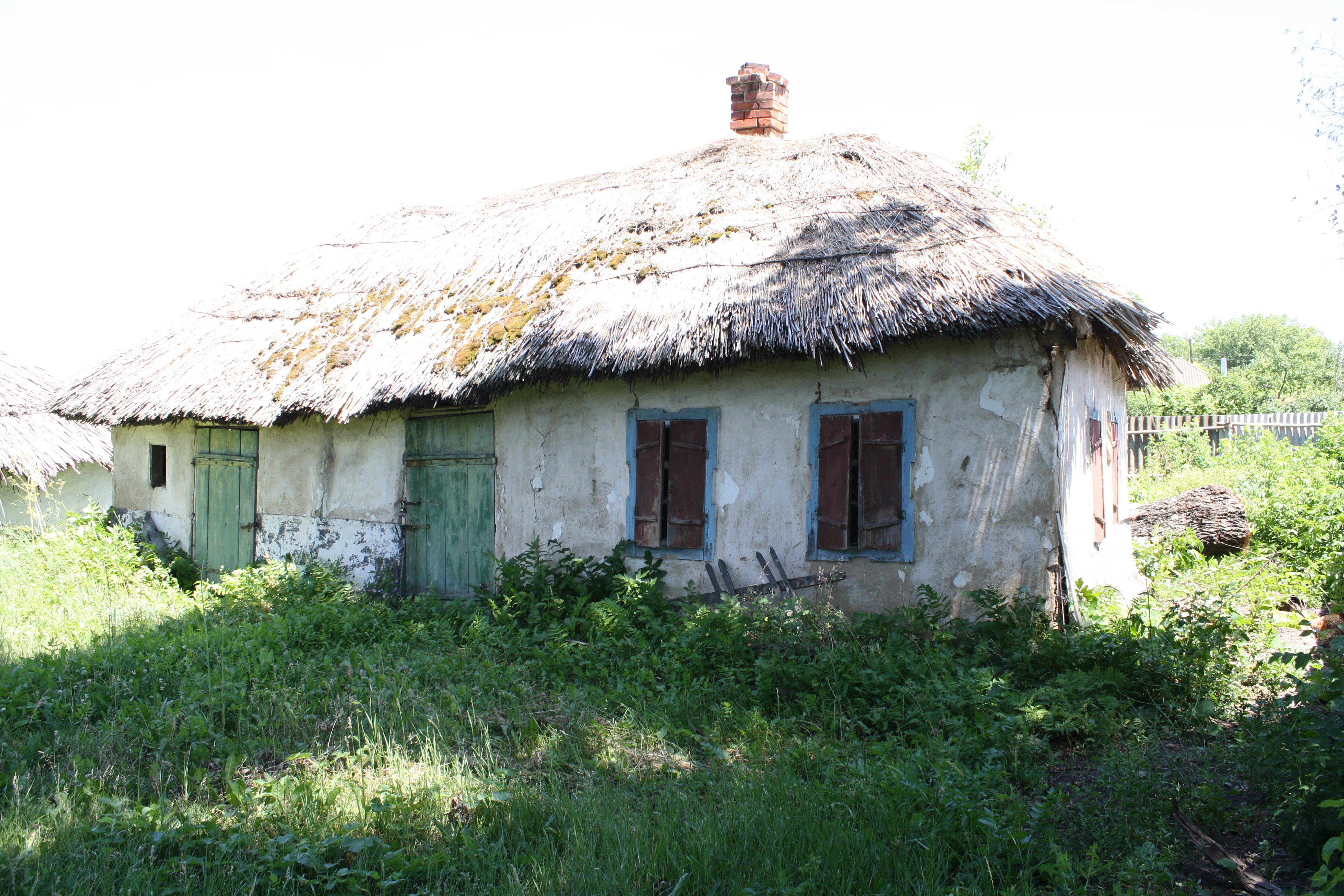

克魯赫利亞基夫卡（羅馬化：Kurhliakivka）是位於烏克蘭東部的村莊，由哈爾科夫州庫皮揚斯克區的庫里利夫卡市鎮負責管轄。該村始建於1700年，面積2.68平方公里，海拔高度79米，2019年人口1,173，人口密度每平方公里437.7人。